# Monitoring
Monitoring ist die Überwachung von Vorgängen. Es ist ein Überbegriff für alle Arten von systematischen Erfassungen (Protokollierungen), Messungen oder Beobachtungen eines Vorgangs oder Prozesses mittels technischer Hilfsmittel oder anderer Beobachtungssysteme.
Eine Funktion des Monitorings besteht darin, bei einem beobachteten Ablauf oder Prozess festzustellen, ob dieser den gewünschten Verlauf nimmt und bestimmte Schwellenwerte eingehalten werden, sowie Trends und die Veränderung der Steilheit derselben zu erkennen, um andernfalls steuernd eingreifen zu können. Monitoring ist deshalb ein Sondertyp des Protokollierens.

## Grundlagen
In vielen Naturwissenschaften gehört die ständige Überwachung von Naturerscheinungen zu den zentralen Aufgabengebieten. Sie dient
- der Gewinnung von Daten und Wissen,
- zur Prüfung von Hypothesen,
- zur Evaluierung von Maßnahmen und
- dem besseren Verständnis der Phänomene.

Zu den Wissensgebieten, die sich am meisten der Überwachung von Naturphänomenen bedienen, gehören (alphabetisch geordnet): Aerologie (z. B. Ozonloch), Astronomie, Biologie, Epidemiologie, Geodäsie, Geologie, Geotechnik, Hydrologie, Klimatologie, Meteorologie, Ozeanografie, Seismologie und viele Teilgebiete des Umweltschutzes.
In der Technik geht es vorwiegend um die Sicherheit und die Vermeidung von Störfällen. Wichtig sind unter anderem:
- die Bauwerksüberwachung, (auch baubegleitendes Monitoring): Brücken, Kraftwerke, Staumauern, Tunnel und Druckleitungen;
- die Überwachung von Bergwerken und Industrieanlagen;
- die Überwachung geotechnischer Phänomene: Erosion oder Setzungen durch anthropogene Faktoren, Bodenkriechen und Blaiken, Hangrutschung, Wassereinbrüche und Grubenwasser, Pingen u. ä.;
- die Überprüfung der Integrität von GPS; sie dient der Sicherheit von Luft- und Seefahrt: Receiver Autonomous Integrity Monitoring (RAIM);
- die Überwachung eines Datennetzwerkes, Rechnersystemen und Anwendungen auf Verfügbarkeit (Fehler- und Performancemanagement);
- Wildtiermonitoring

Die entsprechenden Fachgebiete sind das Bauwesen (insbesondere die Statik und der Tunnelbau), die Geotechnik und Ingenieurgeodäsie, ferner Lawinenkunde und Wildwasserverbauung, die Betriebswirtschaft und allgemein das Risikomanagement und die Automationstechnik.
In der Logistik sorgt Monitoring für mehr Transparenz, um beispielsweise Bestände zu überwachen und um diese effektiver zu differenzieren.

## Spezielle Verwendung des Begriffs
In der Logistik:
- Roundtrip-Monitoring
- Geofencing
- Temperaturmonitoring[3]
- Audit Trail

In der Umwelt:
- Biomonitoring für Umweltqualität
  - Humanbiomonitoring, Untersuchung des Menschen auf (Umwelt-)Schadstoffe
  - Wildvogelmonitoring, Untersuchung von Wildgeflügel auf Geflügelpest („Vogelgrippe“)
  - Monitoring einer Art, Untersuchung der Häufigkeit und Verbreitung der Art (Biologie)
- forstliches Umweltmonitoring (Waldzustandsbericht)
- Gewässermonitoring speziell für den Wasserstand von Gewässern
  - Grundwassermonitoring
- Monitoring von Naturgefahren (siehe u. a. Geotechnik, Hangrutschung, Vulkanismus)
- Deformationsmonitoring für die systematische Messung und dauerhafte Beobachtung von Veränderungen der Form oder Dimension eines Objektes, wie z. B. Brücken, Staudämme, Hangrutschungen, Tunnel, Setzungsgebiete usw.
- Astronomisches Monitoring (siehe auch Novae, Veränderliche, Durchmusterung)

Für Institutionen:
- Bildungsmonitoring
- Stadtmonitoring
- Webmonitoring
- für Presse, Rundfunk und Fernsehen: das Media Monitoring
- In der Gewerbeflächenplanung/Wirtschaftsförderung: Gewerbeflächen-Monitoring
- für die Darstellung der Veränderung von Unternehmensbonitäten über Zeiträume hinweg Bonitätsmonitor
- Handel: Freiwillige Selbstkontrolle der Hersteller und Händler im Chemikalienhandel in Deutschland (um bestimmte Chemikalien nicht unkontrolliert in den Umlauf zu bringen, wenn diese zum Beispiel Gefahren bergen). Teilnahme ist jeweils „freiwillig“ (im Gegensatz zu bestehenden verpflichtenden gesetzlichen Regelungen auf diesem Gebiet wie sie z. B. im Grundstoffüberwachungsgesetz geregelt sind).
- Monitoring der Bundesnetzagentur über den deutschen Energiemarkt. Dazu wird jährlich der Monitoringbericht veröffentlicht, welcher einen fundierten Überblick über den deutschen Strom- und Gasmarkt bietet.
- Monitoring bei Kreditinstituten: Überwachung eines Bankkontos bzw. Bankkunden bei auffälligen Transaktionen durch das Computersystem des Kreditinstitutes. Hier wird dann durch den Geldwäschebeauftragten des  Kreditinstitutes über das weitere Vorgehen entschieden: 1. weiteres Monitoring, 2. Beobachten als (Bank)internen Verdachtsfall oder 3. Erstatten einer (externen) Verdachtsmeldung an das Bundeskriminalamt (Dezernat FIU) und das jeweilige Landeskriminalamt (gemäß § 11 und 14 GwG).
- Wirtschaftswissenschaft: Beobachtung bestimmter Aspekte (aktuell oder kontinuierlich), z. B. die Kundenzufriedenheit mittels Kundenmonitoring. (Häufig wird das Monitoring von betriebswirtschaftlichen Sachverhalten mit Controlling verwechselt.)
- Gesellschaftsmonitoring: Monitoringsystem und Transferplattform Radikalisierung des Bundeskriminalamtes

In der Medizin:
- Telemonitoring Überwachung der Vitaldaten von Patienten im Alltag
- Patientenmonitoring Überwachung von Vital- oder Laborparametern eines Patienten (zum Beispiel durch technisches Monitoring, etwa mittels EKG-Monitor oder Beatmungsmonitoring, oder bakteriologisches Monitoring)[4]

In Public Health:
- Epidemiologische Überwachung oder Surveillance bei Infektionskrankheiten
- Monitoring von Krankheiten oder Sterblichkeit allgemein als Teilgebiet der Epidemiologie

In der Informationstechnik:
- Anwendungsmonitoring bei Softwarequalitätsmanagement
- Service-Monitoring im Zuge von Serverstatusüberwachung
- Business activity monitoring Analyse zeitrelevanter Geschäftsprozesse
- In der Systemtheorie für Funktionssysteme: das Funktionsmonitoring
- In der Tontechnik: Monitoring (Tontechnik)
- Bei Netzwerk- und IT-Anlagen das Netzwerk-Monitoring
- Condition-Monitoring bei technischen Anlagen
- Reinraummonitoring Überwachung der speziell in einem Reinraum geforderten Bedingungen wie z. B. Temperatur, Feuchte, Luftpartikel, Strömung, …
- Monitoring eines Individuums, z. B. Überwachen und Verfolgen seiner Ortswechsel durch Peilsender; siehe dazu speziell den Artikel Überwachung